# Gran Premi de Mònaco del 1957
Resultats del Gran Premi de Mònaco de Fórmula 1 de la temporada 1957, disputat al circuit urbà de Montecarlo el 19 de maig del 1957.

## Resultats de la cursa
| Pos | No | Pilot                              | Equip            | Voltes | Temps/ Retir.         | Pos. de sort. | Punts |
| --- | -- | ---------------------------------- | ---------------- | ------ | --------------------- | ------------- | ----- |
| 1   | 32 | Juan Manuel Fangio                 | Maserati         | 105    | 3h 10' 12. 8          | 1             | 9     |
| 2   | 20 | Tony Brooks                        | Vanwall          | 105    | + 25.2 s              | 4             | 6     |
| 3   | 2  | Masten Gregory                     | Maserati         | 103    | + 2 Voltes            | 10            | 4     |
| 4   | 10 | Stuart Lewis-Evans                 | Connaught - Alta | 102    | + 3 Voltes            | 13            | 3     |
| 5   | 30 | Maurice Trintignant                | Ferrari          | 100    | + 5 Voltes            | 6             | 2     |
| 6   | 14 | Jack Brabham                       | Cooper - Climax  | 100    | + 5 Voltes            | 15            |       |
| Ret | 24 | Wolfgang von Trips · Mike Hawthorn | Ferrari          | 95     | Motor                 | 9             |       |
| Ret | 34 | Giorgio Scarlatti · Harry Schell   | Maserati         | 64     | Pèrdua d'oli          | 14            |       |
| Ret | 6  | Ron Flockhart                      | BRM              | 60     | Motor                 | 11            |       |
| Ret | 36 | Carlos Menditéguy                  | Maserati         | 51     | Virolla               | 7             |       |
| Ret | 12 | Ivor Bueb                          | Connaught - Alta | 47     | Pèrdua de combustible | 16            |       |
| Ret | 38 | Harry Schell                       | Maserati         | 23     | Suspensions           | 8             |       |
| Ret | 22 | Horace Gould                       | Maserati         | 10     | Accident              | 12            |       |
| Ret | 26 | Peter Collins                      | Ferrari          | 4      | Accident              | 2             |       |
| Ret | 18 | Stirling Moss                      | Vanwall          | 4      | Accident              | 3             |       |
| Ret | 28 | Mike Hawthorn                      | Ferrari          | 4      | Accident              | 5             |       |
| NVQ | 8  | Roy Salvadori                      | BRM              |        |                       |               |       |
| NVQ | 40 | Hans Herrmann                      | Maserati         |        |                       |               |       |
| NVQ | 4  | André Simon                        | Maserati         |        |                       |               |       |
| NVQ | 42 | Luigi Piotti                       | Maserati         |        |                       |               |       |
| NVQ | 16 | Les Leston                         | Cooper - Climax  |        |                       |               |       |

## Altres
- Pole: Juan Manuel Fangio 1: 42. 70
- Volta ràpida: Juan Manuel Fangio 1: 45. 60.
- Debut a un Gran Premi: Ivor Bueb, Masten Gregory, i Stuart Lewis-Evans.
- Cotxes compartits:
  - Cotxe Nº24: Wolfgang von Trips (92 Voltes) i Mike Hawthorn (3 Voltes).
  - Cotxe Nº34: Giorgio Scarlatti (42 Voltes) i Harry Schell (22 Voltes).